# Tygodnik Polski (Tbilisi)
Tygodnik Polski polityczno-ekonomiczny i literacki - czasopismo wydawane w Tbilisi.
Pierwsza organizacja polonijna "Dom Polski" powstała w Gruzji w 1907, a po rewolucji lutowej 1917 kilka następnych. 2 czerwca 1918 zaczęto wydawać Tygodnik Polski. Redaktorem był dentysta Wincenty Jordański. Wydano 8 numerów, autor artykułu A. Woźniak dysponował jedynie pięcioma.